# Алајн (Оклахома)
Алајн (енгл. Aline) град је у америчкој савезној држави Оклахома.

## Демографија
По попису из 2010. године број становника је 207, што је 7 (-3,3%) становника мање него 2000. године.
| Група             | 2000.       | 2010.       |
| Белци             | 203 (94,9%) | 195 (94,2%) |
| Афроамериканци    | 0 (0,0%)    | 0 (0,0%)    |
| Азијати           | 0 (0,0%)    | 0 (0,0%)    |
| Хиспаноамериканци | 3 (1,4%)    | 0 (0,0%)    |
| Укупно            | 214         | 207         |